# Jacques Gautret
Jacques Gautret (10 novembre 1752, Angers - 5 juin 1832, Angers), est un homme politique français.

## Biographie
Procureur au présidial d'Angers au moment de la Révolution, il est nommé juge au tribunal de district de Châteauneuf en 1790, puis commissaire du gouvernement près du tribunal de Beaupréau en 1791. Il est nommé président du tribunal criminel de Maine-et-Loire le 24 vendémiaire an IV.
Le 23 germinal an VI, il est élu député de Maine-et-Loire au Conseil des Anciens, où il n'eut qu'un rôle effacé. 
Rallié au Consulat, il devient juge à la cour d'appel en vendémiaire an IX, administrateur des hospices en l'an XIII, conseiller municipal le 21 juin 1810 et conseiller à la Cour impériale d'Angers le 2 avril 1811. 
Élu, le 16 mai 1815, représentant à la Chambre des Cent-Jours pour l'arrondissement d'Angers, il revient encore à la Chambre, le 4 novembre 1820, élu dans le 1er arrondissement électoral de Maine-et-Loire (Angers).

## Sources
- « Jacques Gautret », dans Adolphe Robert et Gaston Cougny, Dictionnaire des parlementaires français, Edgar Bourloton, 1889-1891 [détail de l’édition]